# Náměšť nad Oslavou
Náměšť nad Oslavou település Csehországban, a Třebíči járásban. Náměšť nad Oslavou Ocmanice, Vícenice u Náměště nad Oslavou, Březník, Hluboké, Kralice nad Oslavou, Jinošov, Pucov, Naloučany és Sedlec településekkel határos. Lakosainak száma 4825 fő (2024. január 1.).

## Népesség
A település lakosságának változását az alábbi diagram mutatja:
| Lakosok száma | 2351 | 2269 | 2480 | 3939 | 4992 | 4964 | 4909 | 4871 | 4705 | 4825 |
|               | 1869 | 1900 | 1921 | 1961 | 1980 | 2014 | 2016 | 2019 | 2021 | 2024 |